# Ferdinand David
Pour les articles homonymes, voir David (patronyme).
Répertoire
Concerto pour violon de Mendelssohn
Ferdinand David, né le 20 avril 1810 à Hambourg et mort le 19 juillet 1873 à Klosters, est un violoniste virtuose et compositeur allemand.

## Biographie
David est l'élève de Louis Spohr et Moritz Hauptmann entre 1823 et 1824. Il commence sa carrière à l’opéra d'État de Berlin en 1826. En 1829 il est premier violon du quatuor à cordes à Dorpat et se produit en concert à la cour de Riga, Saint-Pétersbourg et Moscou. En 1835 il est premier violon (Konzertmeister) dans l'orchestre du Gewandhaus de Leipzig. À partir de 1843, il est professeur (Violinlehrer) au conservatoire de la ville. David est l'ami de Felix Mendelssohn, et a été le créateur du Concerto pour violon opus 64. Mendelssohn a travaillé avec David pour la partie de violon.
Parmi ses élèves on trouve le musicien cubain José Comellas.
D’origine juive, il s'était converti au christianisme.

## Œuvres
David a composé une quarantaine d'œuvres.
- deux Symphonies,
- cinq Concertos pour violon
- un opéra : Hans Wacht (1852)
- Sextuor à cordes pour trois violons, alto et deux violoncelles
- un petit nombre de lieder
- Concertino pour trombone ou basson et orchestre, op. 4 (1837)
- Introduction et Variations sur le Thème "Je suis le petit tambour", pour violon et piano, op. 5
- Introduction et Variations sur un Thème de Franz Schubert, pour clarinette et piano, op .8
- Concertino pour alto et orchestre, op. 12
- Bunte Reihe, 24 pièces pour violon et piano, op. 30

David a aussi travaillé comme éditeur d'œuvres pour violon telles Francesco Maria Veracini, Pietro Locatelli et Johann Gottlieb Goldberg. Il a édité l'intégrale des trios avec piano de Beethoven (chez Peters) et les Sonates et partitas pour violon seul de Johann Sebastian Bach en 1843.
David est également l'auteur de pièces apocryphes comme la Chaconne en sol mineur attribuée à Tommaso Antonio Vitali.